# Chuba Akpom
Chuba Amechi Akpom (* 9. Oktober 1995 in Newham, London) ist ein englischer Fußballspieler. Der Stürmer steht als Leihspieler von Ajax Amsterdam bei Ipswich Town unter Vertrag.

## Karriere

### Verein
Akpom spielte bereits ab 2002 in der Jugend des FC Arsenal. Am 14. September 2013 kam er zu seinem Debüt in der Premier League, als er beim 3:1-Sieg gegen den AFC Sunderland in der 90. Minute für Olivier Giroud eingewechselt wurde. Zur Rückrunde der Saison 2013/14 wurde er für einen Monat an den Drittligisten FC Brentford verliehen, für den er vier Spiele bestritt. Bei einer weiteren Leihe an Coventry City kam er im Frühjahr 2014 zu sechs Einsätzen.
Seit seiner Rückkehr zum FC Arsenal im März 2014 kam er meist in der U21 des Vereins zum Einsatz, die in der U21 Premier League spielt. Am 1. Januar 2015 wurde er bei der 0:2-Niederlage im Ligaspiel gegen den FC Southampton in der 84. Minute für Mathieu Debuchy eingewechselt und kam zu seinem zweiten Premier-League-Einsatz. Ende März 2015 wurde er für zwei Monate an den Zweitligisten Nottingham Forest verliehen.
Die Saison 2015/16 spielte Akpom auf Leihbasis beim Zweitligisten Hull City. Nach seiner Rückkehr spielte er in der ersten Mannschaft kein Rolle und kam lediglich in der U23 zum Einsatz. Ende Januar 2017 wurde Akpom bis Saisonende an Brighton & Hove Albion verliehen, mit dem er in die Premier League aufstieg. Im Januar 2018 folgte eine Leihe zur VV St. Truiden.
Zur Spielzeit 2018/19 wechselte Akpom zu PAOK Thessaloniki in die griechische Super League und gewann in seiner ersten Saison das Double aus Meisterschaft und Pokal.
Im September 2020 kehrte er nach England zurück und unterschrieb einen Dreijahresvertrag beim Zweitligisten FC Middlesbrough. Ein Jahr später kehrte er für die Saison 2021/22 auf Leihbasis nach Thessaloniki zurück. Zur Spielzeit 2022/23 stand der Stürmer wieder im Kader von Middlesbrough und wurde mit 28 Treffern Torschützenkönig. Zur Saison 2023/24 wurde er von Ajax Amsterdam verpflichtet. In seiner ersten Saison in Amsterdam kam Akpom auf 25 Ligaspiele und erzielte dabei 14 Scorerpunkte. In der darauffolgenden Spielzeit 2024/25 bestritt er zunächst 16 Ligapartien mit vier Scorerpunkten, ehe er im Februar 2025 auf Leihbasis zum OSC Lille wechselte. Dort traf er in seinen ersten beiden Einsätzen jeweils einmal, kam in den folgenden zwölf Ligaspielen jedoch nur noch zu einem weiteren Torerfolg. Im August 2025 lieh der englische Zweitligist Ipswich Town Akpom für eine Saison.

### Nationalmannschaft
Akpom kam am 15. Februar 2011 beim 0:0 gegen die U16-Nationalmannschaft Sloweniens erstmals für eine Auswahlmannschaft des englischen Fußballverbandes zum Einsatz. Im August 2011 gab er beim 4:0-Sieg gegen die Färöer sein Debüt in der U17-Auswahl. Nach fünf Toren in 13 Einsätzen für die U17 spielte er am 6. September 2012 bei der 1:3-Niederlage gegen Deutschland erstmals für die U19-Nationalmannschaft. Am 5. September 2014 machte Akpom beim 6:0-Sieg gegen Rumänien sein erstes Spiel für die U20-Auswahl.

## Erfolge
FC Arsenal
- FA-Cup-Sieger: 2014, 2015

Brighton & Hove Albion
- Aufstieg in die Premier League: 2017

PAOK Thessaloniki
- Griechischer Meister: 2019
- Griechischer Pokalsieger: 2019

Persönliche Auszeichnungen
- Torschützenkönig der EFL Championship: 2023 (28 Treffer)